# Noches en los jardines de España

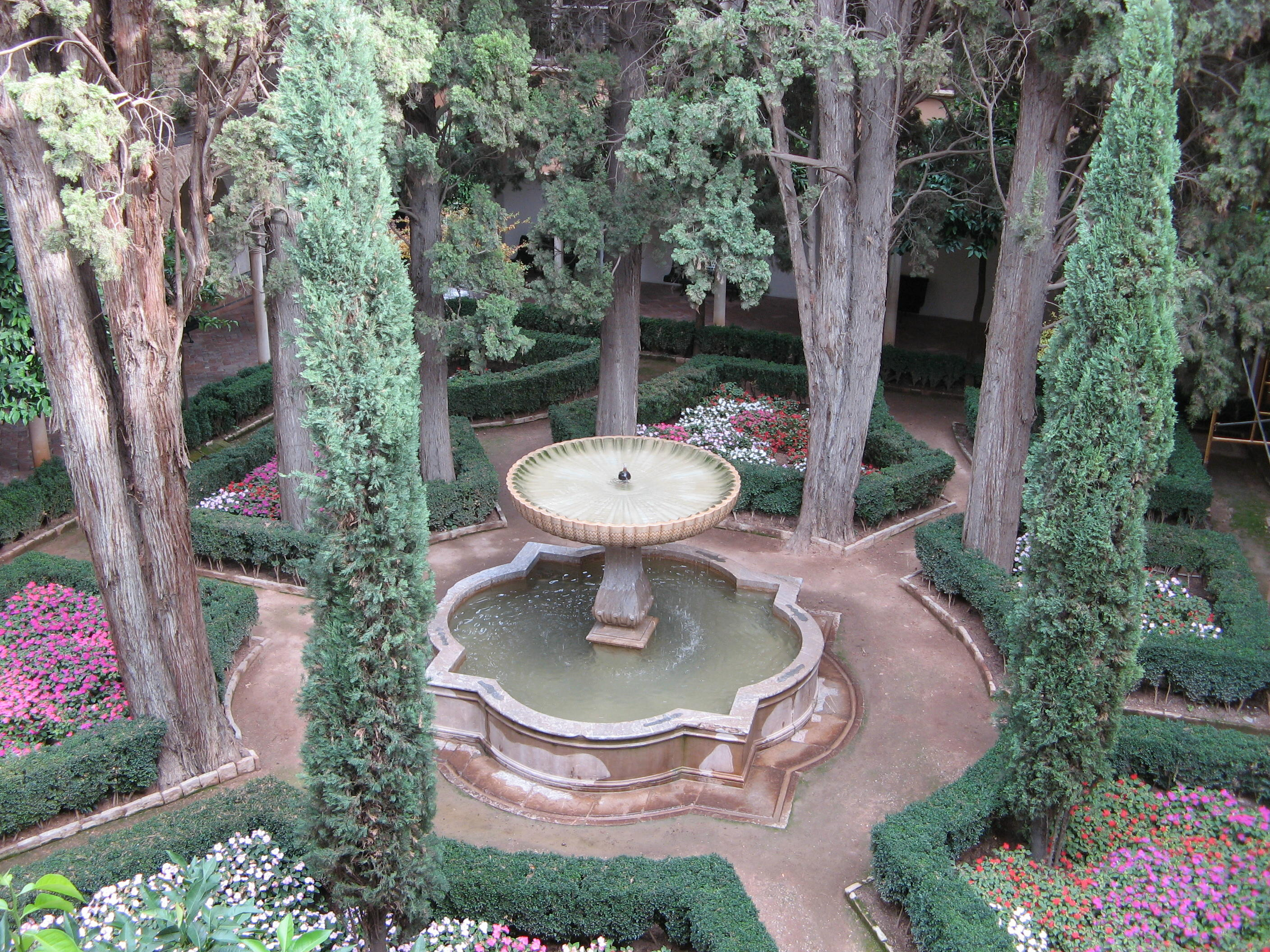
Jardines del Generalife.

Noches en los jardines de España es una pieza musical compuesta por el compositor español Manuel de Falla. 

## Contexto
Falla comenzó esta pieza como un conjunto de nocturnos para piano solo en 1909, pero el pianista Ricardo Viñes le sugirió que transformara los nocturnos en una obra para piano y orquesta. Falla la terminó en 1915, dedicándosela a Ricardo Viñes. La primera interpretación se realizó el 9 de abril de 1916 en el Teatro Real de Madrid por la Orquesta Sinfónica dirigida por Enrique Fernández Arbós, con José Cubiles al piano. 

## Partes
La obra describe tres jardines:
- En el Generalife (Palacio de la Alhambra)
- Danza lejana (este segundo jardín no es identificable)
- En los jardines de la Sierra de Córdoba. El habitante más renombrado de las Sierras de Córdoba fue el filósofo sufí Ibn Masarra que escribió un libro importante: Aben Masarra y su escuela: Orígenes de la Filosofía Hispano Musulmana. Es fácil que Falla conociera el libro[1] ya que apareció dos años antes de las Noches.[2]

Falla describió las Noches en los jardines de España como "impresiones sinfónicas". La parte del piano es elaborada, brillante y elocuente, pero raramente dominante. La partitura orquestal es exuberante. Se trata de la obra más impresionista del maestro gaditano.

## Instrumentación
La obra original está escrita para: piano, 3 flautas (la 3ª también con piccolo), 2 oboes, corno inglés, 2 clarinetes, 2 fagotes, 4 trompas, 2 trompetas, 3 trombones, tuba, timbales, platillos, triángulo, celesta, arpa y cuerdas.

Su duración aproximada es de 22 a 26 minutos.